# سوسن خندان شاوی
سوسن خندان شاوی (نام علمی: Albuca shawii) نام یک گونه از سرده سوسن خندان است.